# Novella degli scacchi
Novella degli scacchi (Schachnovelle, 1941) è l'ultimo racconto scritto da Stefan Zweig prima del suo suicidio, avvenuto il 22 febbraio 1942.
Per quest'ultimo racconto, l'autore si è ispirato ai suoi ultimi giorni di vita a Petrópolis (Brasile), dove si era rifugiato per fuggire al nazismo, e in cui l'unica distrazione era una scacchiera.

## Trama
Mirko Czentovič è un uomo rozzo e ignorante, ma anche un campione mondiale indiscusso di scacchi. Durante un viaggio in nave da New York a Buenos Aires, alcuni appassionati di scacchi lo sfidano in partite amichevoli. Il campione vince la prima senza il minimo sforzo. Il superbo e indomito McConnor, organizzatore delle sfide, non si dà però per vinto e nella partita successiva interviene il dottor B., enigmatico passeggero, che coi suoi consigli riesce a tener testa a Czentovič e a strappargli una patta. Il campione, stupito di tanta bravura, chiede una rivincita per il giorno dopo.
La sera prima dell'incontro, il dottor B. confida all'io narrante la sua storia e perché sia in grado di tenere testa a un campione di scacchi. Egli gestiva, prima col padre e poi da solo, uno studio legale a Vienna. Lo studio non esercitava più l'avvocatura, ma era divenuto un insospettabile luogo di transito di documenti della casa imperiale d'Austria, negli anni in cui imperversava il furore hitleriano. La famiglia del dottor B. era sempre stata in contatto con l'imperatore, tanto che suo zio ne era il medico personale.
La Gestapo, però, aveva intuito e, ai tempi dell'Anschluss, lo sconosciuto scacchista fu arrestato e confinato in una stanza d'albergo, in cui non c'era assolutamente nulla, mentre l'unico contatto con il mondo esterno era scandito dai periodici interrogatori. Era un metodo raffinato, in cui la tortura fisica era sostituita da quella mentale. Il dottore sarebbe impazzito, se non fosse riuscito a rubare dalla giacca di uno degli ufficiali un libro che conteneva centocinquanta memorabili partite di scacchi disputate dai più forti giocatori del mondo.
La sua mente si riattivò, si creò una scacchiera mentale, modellò dei pezzi con briciole di pane e, dopo aver imparato a memoria tutti gli incontri, ne inventò di nuovi, arrivando a giocare contro se stesso. In breve divenne un'ossessione incontrollata: l'intera giornata non era altro che uno spasmodico calcolo di tutte le possibili combinazioni che potevano essere escogitate e l'eccitazione nervosa proseguiva nel sonno.
Un giorno i nervi cedettero e in preda al delirio fu portato in un ospedale, dove un umano medico trovò uno stratagemma per rimetterlo in libertà, raccomandandogli di non toccare più una scacchiera, ora che si era liberato da quella "droga". Una volta libero, quindi, non aveva più giocato a scacchi. Nonostante abbia paura che affrontare Czentovič possa essere deleterio per la sua salute mentale, per una volta soltanto vuole provare cosa significhi giocare contro una persona reale, volendo capire se in quella stanza fosse già impazzito o se fosse ancora al di qua di quella pericolosa soglia.
Sorprendentemente vince l'incontro, ma in preda a una rediviva smania accetta la proposta di rivincita dell'avversario. Nel secondo incontro, mentre il campione fa lunghe pause per innervosirlo, egli gioca nella sua mente innumerevoli partite finché, sudato ed eccitato per le mosse che riesce a fare, non compie un errore assurdo e infantile. L'io narrante gli prende il braccio e gli rammenta che non deve più avvicinarsi al baratro della follia: il dottor B., rinsavito, se ne va tra lo stupore generale.

## Critica
Zweig scrisse la Novella degli scacchi nello stesso periodo in cui stava scrivendo la sua autobiografia, significativamente intitolata Il mondo di ieri. Ricordi di un europeo (Die Welt von Gestern. Erinnerungen eines Europäers). Consapevole degli immani mutamenti intervenuti in Europa e nel mondo già a seguito della prima guerra mondiale, l'autore guarda la storia dal suo punto di vista umanistico, che apprezza in primo luogo il rispetto dell'uomo e la sua libertà interiore. Perciò, nel momento in cui scrive le due opere (e su questo è esplicito nell'autobiografia), non può dare un giudizio positivo ai cambiamenti che avevano portato l'essere umano dall'ottocentesca "età d'oro della sicurezza" fino agli sconvolgimenti della Seconda Guerra Mondiale.
Il ritratto che l'autore fa di Czentovič, il campione, è condizionato dalla sua irrecuperabile e, anzi, programmatica rozzezza. Egli è grezzo e ignorante, privo di una sia pur minima "aspirazione alla cultura" - quel "Drang zum Kulturellen" che l'autore descrive come tratto caratterizzante della Vienna di fine '800 nei primi due capitoli dell'autobiografia. Zweig illumina con asprezza il "professionismo" unilaterale e cieco a cui si riduce l'anima dello scacchista, la sua disponibilità a giocare con gli altri passeggeri esclusivamente per lucro (non fa domande né dimostra perplessità: chiede solo 250 dollari a partita) e a vendere il suo nome per pubblicizzare un'enciclopedia degli scacchi.
Zweig sottolinea nella figura del campione l'aridità di chi vive unicamente e spietatamente per denaro. Czentovič è il simbolo del tramonto dell'anima aristocratica, degli antichi valori destinati a soccombere di fronte a un'intelligenza arrogante, selettiva e solo per questo vincente. Czentovič non è un uomo senza qualità, bensì è l'uomo aridamente dotato di una sola qualità, tipico dei tempi moderni, l'epoca della specializzazione settoriale. La morale che guida il suo comportamento si riduce a uno schema utilitaristico e calcolatore, prossimo alla barbarie. Di conseguenza, può considerarsi una metafora del nazismo incombente, nonostante egli non sia un nazista, ma un ex-contadino russo che, per una coincidenza fortunata, ha potuto sviluppare un talento da cui unicamente ricava il suo successo. 

## Epigoni
Il romanzo La variante di Lüneburg di Paolo Maurensig deve molto della sua ispirazione alla Novella degli scacchi, di cui ricalca molti elementi. Lo stesso Maurensig ha ammesso di avere letto e studiato Zweig.

## Cinema
Nel 1960 Gerd Oswald adatta per lo schermo e dirige Schachnovelle, tratto dal testo di Zweig. Mario Adorf interpreta Czentovič, mentre Curd Jürgens interpreta il dottor B. (per l'occasione ribattezzato "Werner von Basil"). Il film esce in Italia con il titolo Scacco alla follia.
Un altro adattamento è il film austriaco del 2021, diretto da Philipp Stölzl. Il film esce in Italia con il titolo Il re degli scacchi.

## Edizioni italiane
- La novella degli scacchi, traduzione di Lavinia Mazzucchetti, Milano, Sperling & Kupfer, 1947,  p. 80.

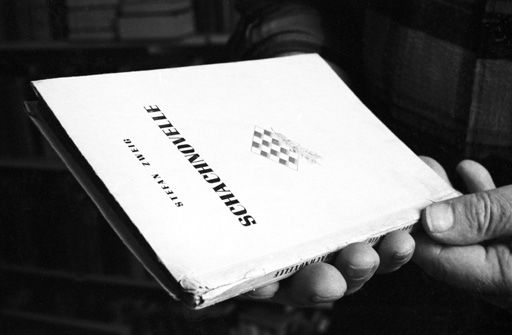
La prima edizione della Novella degli scacchi

- Novella degli scacchi, traduzione di Simona Martini Vigezzi, Collana Le mosche bianche, Milano, Garzanti, 1982,  p. 96. - Prefazione di Daniele Del Giudice, Collana Gli elefanti, Garzanti, 1991-1999; Collana I grandi libri, Garzanti, 2004, ISBN 88-11-68202-9.
- La novella degli scacchi, trad. e postfazione di Maria Anna Massimello, testo tedesco a fronte, Milano, BUR-Rizzoli, 2013,  p. 173, ISBN 978-88-17-06331-9.
- Novella degli scacchi, traduzione di Enrico Ganni, Torino, Einaudi, 2013,  p. 88, ISBN 978-88-06-21565-1.
- Novella degli scacchi. Paura. Lettera di una sconosciuta, Cura e trad. di Silvia Montis, Roma, Newton Compton, 2013,  p. 160, ISBN 978-88-541-4660-0.
- La novella degli scacchi, a cura di Rossella Rizzo, Collana Piccola Enciclopedia, Milano, SE, 2013,  p. 91, ISBN 978-88-771-0998-9.
- Stefan Zweig, Novella degli scacchi, Introduzione e Traduzione di Francesco Vitellini, Futuro Anteriore, Edizioni Theoria, 2021, ISBN 978-88-5498-144-7.